# Je suis un cyborg
Pour plus de détails, voir Fiche technique et Distribution.
Je suis un cyborg (hangeul : 싸이보그지만 괜찮아 ; RR : Ssaibogeujiman gwaenchanha) est une comédie romantique sud-coréenne écrite, produite et réalisée par Park Chan-wook, sorti en 2006.

## Synopsis
Young-goon est une jeune fille un peu dérangée : elle est convaincue d’être un cyborg. Refusant de manger de la « nourriture d’humains » qui enliserait son système, elle se recharge en s’électrocutant avec des transistors radio. Son opération l’envoie en institution psychiatrique, où elle est vite remarquée par Il-soon, qui lui croit avoir le pouvoir de voler les âmes des autres. Mais la santé de Young-goon se détériore rapidement et Il-soon devra lui faire accepter son humanité et la convaincre de manger avant qu’elle subisse une panne du système.

## Fiche technique
- Titre : Je suis un cyborg
- Titre original : 싸이보그지만 괜찮아 (Ssaibogeujiman gwaenchanha)
- Titre anglais : I'm a Cyborg, But That's OK
- Réalisation : Park Chan-wook
- Scénario : Jeong Seo-kyeong et Park Chan-wook
- Décors : Ryoo Seong-hee
- Costumes : Jo Sang-gyeong
- Photographie : Chung Chung-hoon
- Montage : Kim Sang-bum et Shuichi Kakesu
- Musique : Jo Yeong-wook, Hong Dae-seong et Hong Yu-jin
- Production : Lee Chun-yeong et Park Chan-wook
- Société de production : Moho Films
- Société de distribution : CJ Entertainment
- Pays d'origine :  Corée du Sud
- Langue originale : coréen
- Format : couleur - 1.85 : 1 - Dolby Digital - 35 mm
- Genre : comédie dramatique
- Durée : 105 minutes
- Dates de sortie :
  - Corée du Sud : 7 décembre 2006
  - France : 30 mars 2007 (Festival du film asiatique de Deauville) ; 12 décembre 2007 (sortie nationale)

## Distribution
- Im Su-jeong : Cha Young-goon
- Rain : Park II-soon
- Choi Hee-jin : Dr Choi Seul-gi
- Lee Yong-nyeo : la mère de Young-goon
- Yoo Ho-jeong : la maman de Park Il-soon
- Kim Byeong-ok : le juge
- Son Yeong-soon
- Cheon Seong-hoon

## Version française
- Société de doublage : Chinkel
- Adaptation des dialogues : Christian Niemiec

## Distinctions

### Récompenses
- Berlinale 2007 : Prix Alfred-Bauer
- Festival international du film de Catalogne 2007 : Meilleur scénario
- Festival international du film de Belfast 2007 : « Audience Award Winner »

### Nomination
- Berlinale 2007 : Ours d'or